# José Landero y Corchado
José Landero y Corchado (Alburquerque, 16 de diciembre de 1784-Madrid, 9 de junio de 1848) fue un militar, jurista y político liberal español.

## Biografía
Como militar, combatió en la Guerra de la Independencia Española, lo que retrasó su formación académica, liceciándose en Derecho en 1811. Durante el reinado de Fernando VII se unió a los liberales, siendo juez de Talavera de la Reina durante el Trienio Liberal. En 1823, restaurado el absolutismo fernandino, marchó a Francia exiliado y no regresó hasta la amnistía de 1834. Fue elegido procurador en las Cortes en 1836 por la provincia de Cáceres, y senador en 1839 y 1841, durante la minoría de edad de Isabel II. Hombre de confianza de Baldomero Espartero, fue nombrado ministro de Gracia y Justicia en 1836, cargo que desempeñó hasta 1837. En 1847 fue nombrado senador vitalicio. 